# Abseudrapa
Abseudrapa é um gênero de traça pertencente à família Arctiidae.

## Espécies
- Abseudrapa metaphaeria (Walker, 1869)